# Iczer 3
Bouken! Iczer-3 (冒険!イクサー3) é uma série anime OVA de 6 episódios.  É a seqüência de Tatakae! Iczer-1. 
Na América do Norte a série passou a se chamar "Iczer Reborn" desde o lançamento para DVD pela Central Park Media. 

## Enredo
Nagisa (de "Tatakae! Iczer-1") trabalha como entregadora e faz suas entregas com uma garota chamada Kawai. As duas encontram uma nova raça de vilões alienígenas, mas são salvas por Iczer-3. Enquanto Iczer-1 recupera-se da luta contra o legado de Big Gold, Neos Gold, Sister Grey envia Iczer-3 para a Terra, que acaba se tornando a nossa última esperança contra a nova ameaça.

## Elenco
- Iczer-3 - Cutey Suzuki
- Iczer-2 - Keiko Toda
- Iczer-1 - Yuriko Yamamoto
- Neos Gold  - Atsuko Takahata
- Candy - Emi Shinohara
- Insecto  - Gara Takashima
- Bigro - Kazuko Yanaga
- Rob - Masashi Ebara
- Fiber  - Mika Doi
- Atros - Minami Takayama
- Golem - Rihoko Yoshida
- Sister Grey - Sumi Shimamoto
- Tsuya Yajin - Tomohiro Nishimura
- Insecto - Urara Takano
- Shizuka Kawai - Yuri Amano
- Kasumi Nagisa - Yuri Shiratori